# SUPER FLY (EXILE THE SECONDの曲)
「SUPER FLY」（スーパー フライ）は、EXILE THE SECONDの6枚目のシングル。2017年2月22日にrhythm zoneから発売。

## 概要
「CDのみ」の1形態で発売。発売日である2月22日は日本記念日協会に認定された「EXILE THE SECOND DAY」。
CDには、表題曲を含む全2曲4バージョンを収録。カップリング曲は、アース・ウィンド・アンド・ファイアー「セプテンバー」のカバー。
「SUPER FLY」のミュージックビデオは、80年代のパーティーを彷彿とさせる映像に仕上がっている。テーマはEXILE THE SECOND本格始動後のシングル三部作「YEAH!! YEAH!! YEAH!!」、「Shut up!! Shut up!! Shut up!!」、「WILD WILD WILD」の成功を祝した、EXILE THE SECOND主催のパーティーとのこと。MVの映像は上記三部作MVで印象的だったシーンをパロディ風に再現しているという。ミュージックビデオのディレクターが上記三部作MVのディレクター、二宮“NINO”大輔担当する。
表題曲のミュージックビデオは後に発売となったアルバム『BORN TO BE WILD』に収録された。

## メディアでの使用
- 「SUPER FLY」は日本テレビ系 『スッキリ!!』2017年2月度テーマソング、アンファー「スカルプD ボーテ ピュアフリーアイラッシュ」CMソング [4]

## 収録曲

### CD
1. SUPER FLY [3:20]
作詞：SHOKICHI / 作曲：SKY BEATZ、SHOKICHI、CHRIS HOPE
2. September [3:30]
作曲・作詞：モーリス・ホワイト、アル・マッケイ、アリー・ウィリス
3. SUPER FLY (Instrumental)
4. September (Instrumental)